# Cratinus (geslacht)
Cratinus is een monotypisch geslacht van straalvinnige vissen uit de familie van zaag- of zeebaarzen (Serranidae).

## Soort
- Cratinus agassizii Steindachner, 1878